# Janusz Spyra
Janusz Jan Spyra (ur. 26 października 1958) – polski historyk. Specjalizuje się w historii Śląska Cieszyńskiego.

## Życiorys
Ukończył studia na Uniwersytecie Jagiellońskim w Krakowie. W 1995 uzyskał stopień doktora nauk humanistycznych na Uniwersytecie Śląskim w Katowicach. W 2007 otrzymał stopień doktora habilitowanego. Tytuł naukowy profesora uzyskał w 2017. Jest pracownikiem Uniwersytetu Śląskiego w Katowicach – Instytutu Etnologii i Antropologii Kulturowej w Cieszynie i Instytutu Historii (Zakład Historii XIX w.) Uniwersytetu Humanistyczno-Przyrodniczego im. Jana Długosza w Częstochowie.

## Książki
- Mariusz Makowski, Janusz Spyra, Cieszyn – mały Wiedeń, Cieszyn 2003
- Moneta w dawnym Cieszynie, Cieszyn 2005
- Fabiana Izydorczyk, Janusz Spyra, Dzieje miłosierdzia. Zgromadzenie Sióstr Miłosierdzia św. Karola. Boromeusza w Cieszynie (1876-2001), Kraków 2002
- Szlak książąt cieszyńskich: Piastowie, Cieszyn 2007
- Wisła. Dzieje beskidzkiej wsi do 1918 roku, Wisła 2007
- Żydowskie gminy wyznaniowe na Śląsku Austriackim (1742-1918), Katowice 2009
- Żydzi na Śląsku Austriackim (1742-1918). Od tolerowanych Żydów do żydowskiej gminy wyznaniowej, Katowice 2005
- Historiografia a tożsamość regionalna w czasach nowożytnych na przykładzie Śląska Cieszyńskiego w okresie od XVI do początku XX wieku, Częstochowa 2015, ISBN 978-83-7455-433-6
- Biografický slovník rabínů rakouského Slezska (2015)
- Rabbiner in der Provinz. Die Rolle des Rabbiners im Leben der jüdischen Gemeinschaft in Teschener und Troppauer Schlesien, Berlin: Peter Lang 2018 (= Polnische Studien zur Germanistik, Kulturwissenschaft und Linguistik; Band 9)
- Marzena Bogus, Janusz Spyra, Nauczyciele oraz ich stowarzyszenia na tle dyskursu społecznego w modernizującej się Europie (na przykładzie Śląska Austriackiego), Toruń 2019.
- Pieniądz w służbie społeczeństwa. Towarzystwo Oszczędności i Zaliczek i inne polskie instytucje bankowości spółdzielczej na Śląsku Cieszyńskim (2023)